# Rune Hermans
Rune Hermans, född 9 maj 1999, är en belgisk gymnast.
Hermans tävlade för Belgien vid olympiska sommarspelen 2016 i Rio de Janeiro, där hon slutade på 12:e plats i lagmångkampen.